# カストロ郡 (テキサス州)
カストロ郡（カストロぐん、英: Castro County）は、アメリカ合衆国テキサス州の北部に位置する郡である。2010年国勢調査での人口は8,062人であり、2000年の8,285人から2.7%減少した。郡庁所在地はディミット市（人口4,393人）であり、同郡で人口最大の都市でもある。郡名はテキサス共和国のフランス総領事を務め、テキサス州内で開拓地を設立したアンリ・カストロに因んで名付けられた。

## 歴史

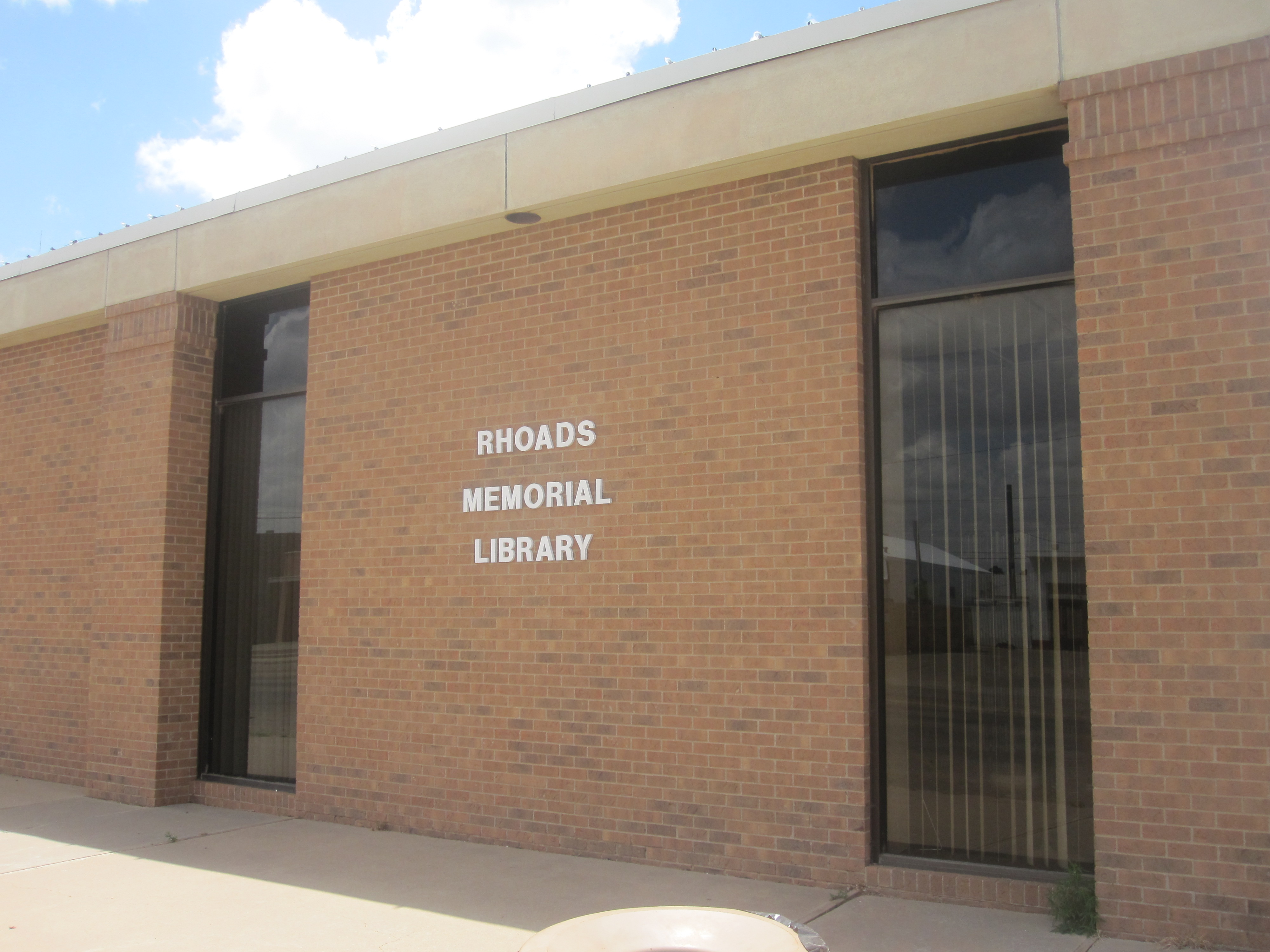
ローズ記念図書館

カストロ郡は1891年に組織化され、郡庁舎が町の広場近くに建設されることになった。一時的な郡事務所は実業家J・N・モリソンから取得された。華美な二階建ての郡庁舎が完成したが、1906年の雷で破壊された。

## 地理
アメリカ合衆国国勢調査局に拠れば、郡域全面積は899平方マイル (2,328.4 km2)であり、このうち陸地898平方マイル (2,325.8 km2)、水域は1平方マイル (2.6 km2)で水域率は0.11%である。

### 主要高規格道路
- アメリカ国道385号線
- テキサス州道86号線
- テキサス州道194号線
- 農場市場直結道路145号線

### 隣接する郡
- デフスミス郡 - 北
- ランドール郡 - 北東
- スウィッシャー郡 - 東
- ヘイル郡 - 南東
- ラム郡 - 南
- パーマー郡 - 西

## 人口動態

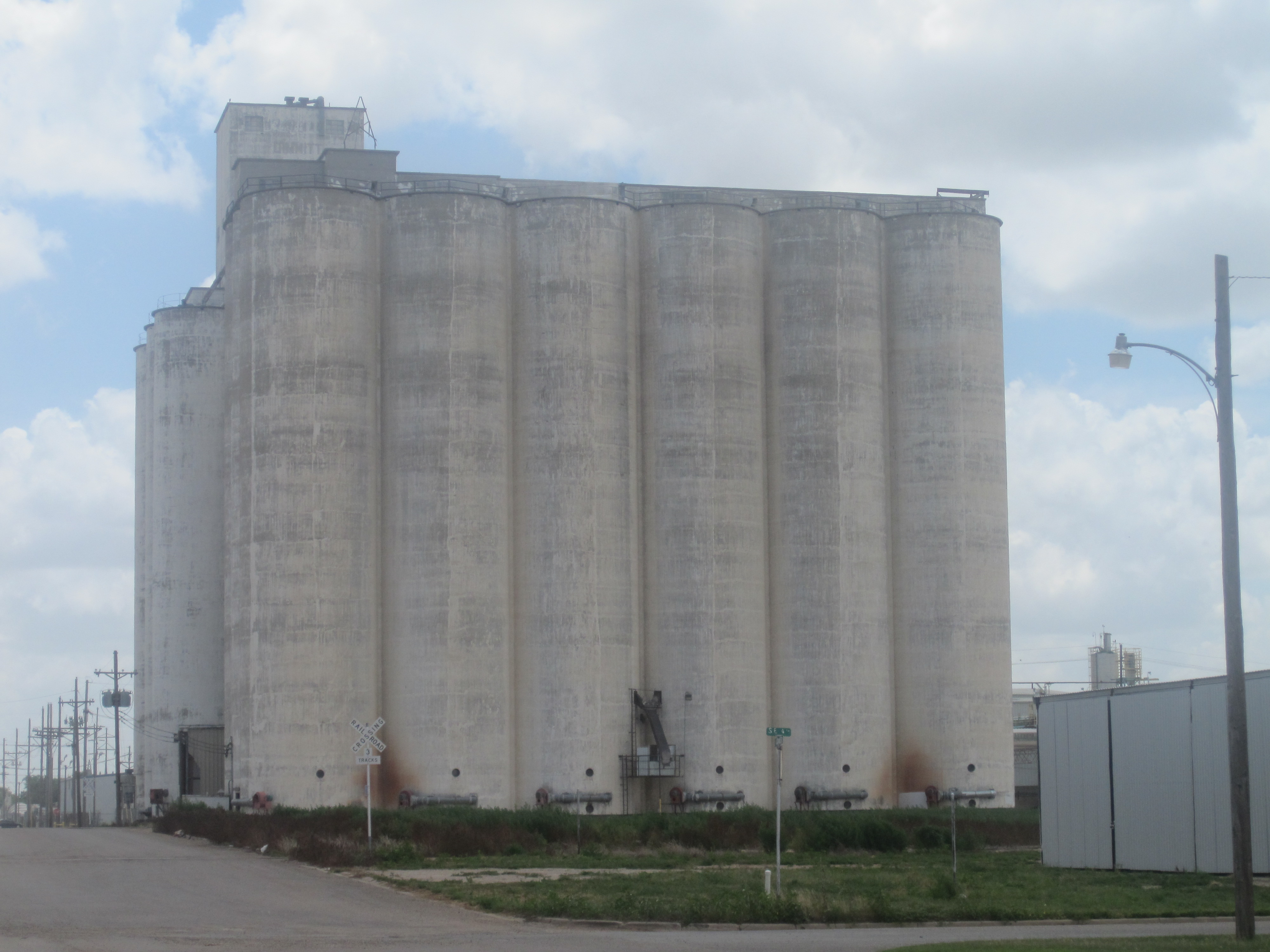
ディミットにある穀物倉庫

以下は2000年の国勢調査による人口統計データである。
| 基礎データ - 人口: 8,285人 - 世帯数: 2,761 世帯 - 家族数: 2,159 家族 - 人口密度: 4人/km2（9人/mi2） - 住居数: 3,198軒 - 住居密度: 1軒/km2（4軒/mi2） 人種別人口構成 - 白人: 75.35% - アフリカン・アメリカン: 2.27% - ネイティブ・アメリカン: 1.17% - アジア人: 0.02% - 太平洋諸島系: 0.01% - その他の人種: 19.12% - 混血: 2.05% - ヒスパニック・ラテン系: 51.65% 年齢別人口構成 - 18歳未満: 33.1% - 18-24歳: 9.0% - 25-44歳: 24.3% - 45-64歳: 20.9% - 65歳以上: 12.7% - 年齢の中央値: 32歳 - 性比（女性100人あたり男性の人口） - 総人口: 100.5 - 18歳以上: 98.2 | 世帯と家族（対世帯数） - 18歳未満の子供がいる: 40.9% - 結婚・同居している夫婦: 65.1% - 未婚・離婚・死別女性が世帯主: 8.7% - 非家族世帯: 21.8% - 単身世帯: 20.5% - 65歳以上の老人1人暮らし: 10.2% - 平均構成人数 - 世帯: 2.98人 - 家族: 3.45人 収入と家計 - 収入の中央値 - 世帯: 30,6192米ドル - 家族: 35,422米ドル - 性別 - 男性: 25,379米ドル - 女性: 20,433米ドル - 人口1人あたり収入: 14,457米ドル - 貧困線以下 - 対人口: 19.0% - 対家族数: 15.7% - 18歳未満: 25.3% - 65歳以上: 13.9% |

## 都市と町
- ディミット - 郡庁所在地
- ハート
- ナザレス
- サマーフィールド、未編入の町